# Thể hiện là mình thẳng
Thể hiện là mình thẳng hay thể hiện là mình dị tính (tiếng Anh: straight-acting) là một thuật ngữ dành cho một cá nhân đồng tính nhưng không phô ra vẻ bề ngoài hay những thói kiểu cách được xem là đặc trưng của người đồng tính nam. Mặc dù cái mác này được sử dụng và dành riêng cho đồng tính nam và nam giới song tính luyến ái, nhưng nó cũng có thể được dùng để mô tả đồng tính nữ hoặc nữ giới song tính luyến ái phô bày ngoại hình và thói quen nữ tính. Vì thuật ngữ này gợi ra hình mẫu tiêu cực của người đồng tính nam nên việc áp dụng nó thường gây ra tranh cãi và có thể  là hành động xúc phạm.